# Дуран, Джон
Джон Хаде́р Дура́н Пала́сио (исп. Jhon Jader Durán Palacio; родился 13 декабря 2003) — колумбийский футболист, нападающий клуба «Ан-Наср», играющий на правах аренды в «Фенербахче» и сборной Колумбии.

## Клубная карьера
Уроженец Медельина, Дуран является воспитанником футбольной академии клуба «Энвигадо». В основном составе «Энвигадо» дебютировал 13 февраля 2019 года в матче Кубка Колумбии. 22 августа 2019 года дебютировал в колумбийской Примере А (высшем дивизионе чемпионата Колумбии) в матче против клуба «Хуниор». 1 сентября 2019 года забил свой первый гол за «Энвигадо» в матче против «Рионегро Агилас».
21 января 2021 года было объявлено, что по достижении 18-летия, в январе 2022 года, Дуран перейдёт в клуб MLS «Чикаго Файр», подписав с ним трёхлетний контракт с опциями продления ещё на два года. В высшей лиге США он дебютировал 26 февраля 2022 года в матче стартового тура сезона против «Интер Майами», в котором вышел на замену на 80-й минуте вместо Фабиана Херберса. 14 мая 2022 года в матче против «Цинциннати» забил свой первый гол за «Файр». По итогам сезона 2022 Дуран стал лучшим бомбардиром «Чикаго Файр» с восемью голами.
16 января 2023 года английский клуб «Астон Вилла» объявил о достижении договорённости с «Чикаго Файр» о переходе Дурана при условии прохождения медицинского обследования, согласования личных условий и получения необходимой рабочей визы. 23 января 2023 года «Вилла» подтвердила трансфер игрока за нераскрытую сумму. По сообщениям прессы стоимость трансфера составила 18 млн фунтов стерлингов, 14,75 млн из которых — гарантированная оплата, 3,3 млн — потенциальные бонусы. В Премьер-лиге он дебютировал 4 февраля 2023 года в матче против «Лестер Сити», выйдя на замену на 82-й минуте вместо Леона Бейли.

## Карьера в сборной
В 2019 году в составе сборной Колумбии до 17 лет сыграл на чемпионате Южной Америки (до 17 лет), который прошёл в Перу.
24 сентября 2022 года дебютировал за главную сборную Колумбии в матче против сборной Гватемалы.